# Zipolite
Playa Zipolite es una localidad mexicana perteneciente al municipio de San Pedro Pochutla, en el estado de Oaxaca. Se ubica en la costa del Océano Pacífico, a 3 kilómetros de Puerto Ángel y a 230 kilómetros de Oaxaca de Juárez, capital del estado. Su población en 2010 era de 1,059 habitantes según el Instituto Nacional de Estadística y Geografía (INEGI).
La práctica del nudismo ha sido común en Playa Zipolite desde hace décadas. Entre el 28 y el 30 de enero de 2016 fue sede del 6.º Encuentro Latinoamericano de Naturismo.

## Ubicación
Está situado en las coordenadas 15°39′45″ N y 96°30′49″ O.

## La playa
La playa, igual que el pueblo, se llama "Zipolite". Hay muchas versiones sobre el origen del nombre y la más fuerte es que en zapoteco significa "playa de los muertos". El nombre se debe a la leyenda que dice que los zapotecas enterraban aquí a sus muertos, trayéndolos desde decenas e incluso cientos de kilómetros de distancia. Hay otros estudios, aún no certificados, que dicen que significa "Lugar de Caracoles". La arena de la playa es fina, describiendo una media luna a lo largo de toda su extensión. El oleaje es de tipo medio a fuerte en todas las épocas del año, predominando el oleaje y las corrientes subacuáticas muy fuertes en la temporada de lluvias. Uno de los encantos de la playa en Zipolite es su tolerancia para el nudismo. Antes se limitaba el nudismo a ambos extremos de la playa, playa del amor en el Oriente y otra playita al poniente (lado Alquimista/ Shambala). Hoy en día se ve más el nudismo en toda la playa (solo temporadas vacacionales), también familias con sus niños.
En sus 1,75 km de extensión, la playa cuenta con bares, palapas, restaurantes, hoteles y todo tipo de servicios para el turista.

## Urbanismo
Zipolite está repartido en varias colonias: Los Mangos, Playa del Amor, Vista Mar, Col. Centro, Las Palmas y Roca Blanca. En esta última residen la mayoría de los turistas extranjeros. Esta zona está llena de servicios para el turista y ambientada para gente joven.
Las otras colonias también cuentan con servicios para los turistas, pero en su mayoría es habitada por gente de la comunidad.
Dentro de la comunidad hay dos puntos de encuentro entre los habitantes y los visitantes y son la calle Adoquinada en la Colonia Rocablanca que está siempre en constante movimiento con sus restaurantes, tiendas y posadas. Pero el Parque de Zipolite es el espacio de la comunidad donde se realizan diversas actividades encausadas a la convivencia de las familias de esta población.

## Clima
Al encontrarse en la zona del trópico, el clima es bastante constante, manteniendo una temperatura entre 25 y 35 grados todo el año. Entra dentro de las zonas de riesgo de huracanes. Solo tiene 2 estaciones: la temporada de lluvias que abarca desde el mes de junio a octubre, y la temporada seca que abarca desde octubre a junio.

## Lenguas
El español es el idioma de uso común, pero al ser un centro turístico se habla también inglés e italiano, con menor uso del francés y alemán, y también se hablan lenguas nacionales chatino y el zapoteco.

## Lugares de interés
Además de la propia playa de Zipolite, a 40 minutos a pie en dirección a San Pedro Pochutla se llega a la playa Estacahuite, atravesando Puerto Ángel y en 15 minutos más a playa La Mina. La playa de La Boquilla queda un poco más retirada. En esta misma dirección también se encuentra la playa La Tijera, un lugar en el que se practica el buceo.
Al oeste de Zipolite, se encuentran los pueblos de San Agustinillo (6 km) y Mazunte (7 km), donde se encuentra el Centro Mexicano de la Tortuga y Ventanilla (14 km). A 40 km al este está el parque turístico de Bahía de Huatulco y a 60 km al oeste, Puerto Escondido. A 40 km al este se encuentra el Aeropuerto Internacional de Bahías de Huatulco, el cual pertenece al grupo Aeropuertuario del sureste (ASUR).

## Fauna
En tierra podemos encontrar todo tipo de criaturas tropicales: armadillos, zorrillos (nombre autóctono para definir a un mamífero de tamaño pequeño y herbívoro), serpientes varias, escorpiones, viudas negras, iguanas y varios reptiles pequeños.
En el mar se encuentran atunes, mantas raya, peces vela, marlines, barracudas, peces globo, langostas, pulpos, ostras, mejillones, etc. También se pueden divisar desde tierra ballenas, delfines, cuando emigran desde los helados mares árticos, pasan a mitad del año.